# Landschaftsschutzgebiet Medebacher Kernraum: Quellmulden, Niederungszonen und Flächhänge

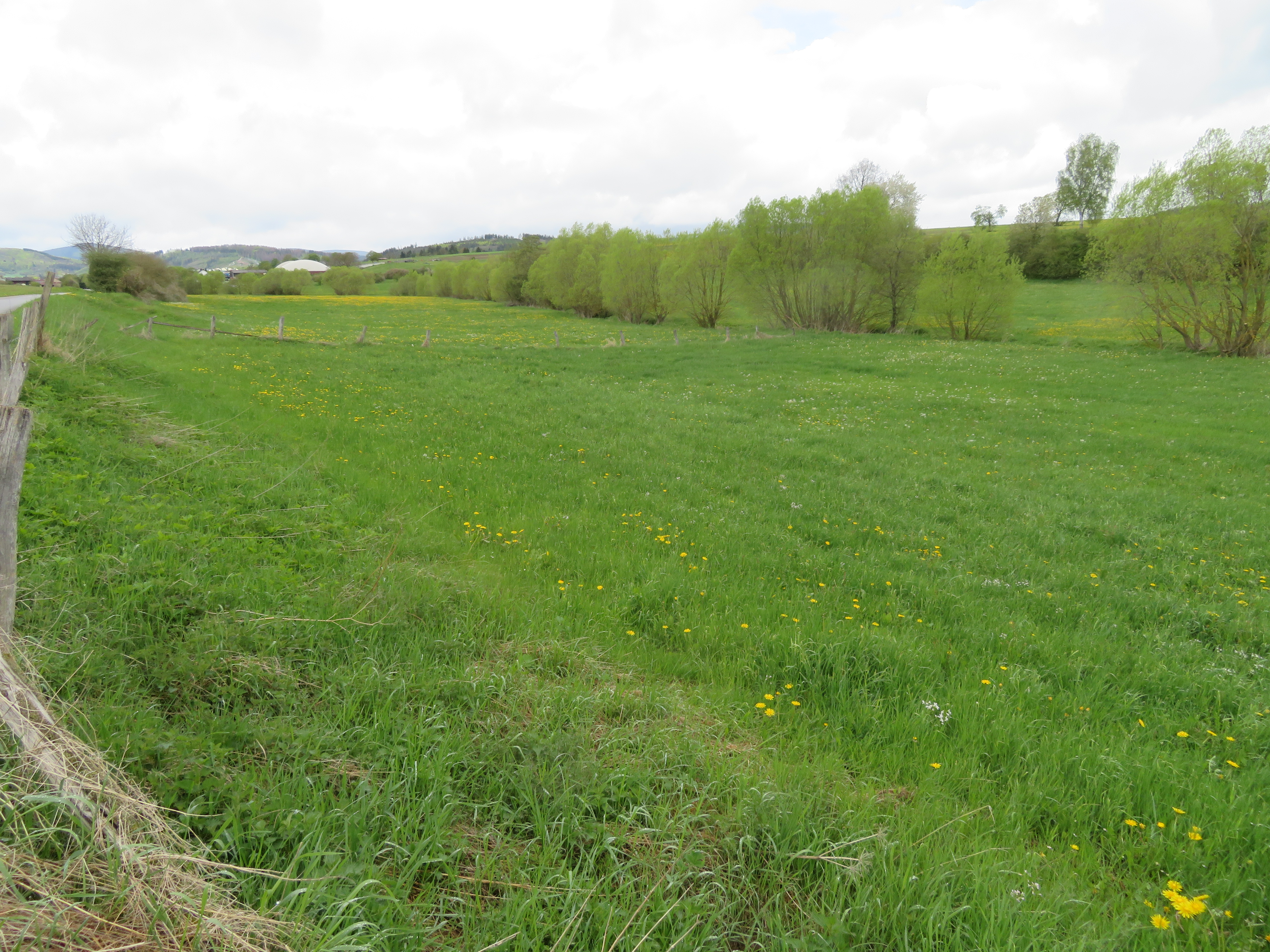
LSG Medebacher Kernraum: Quellmulden, Niederungszonen und Flächhänge an der Harbecke

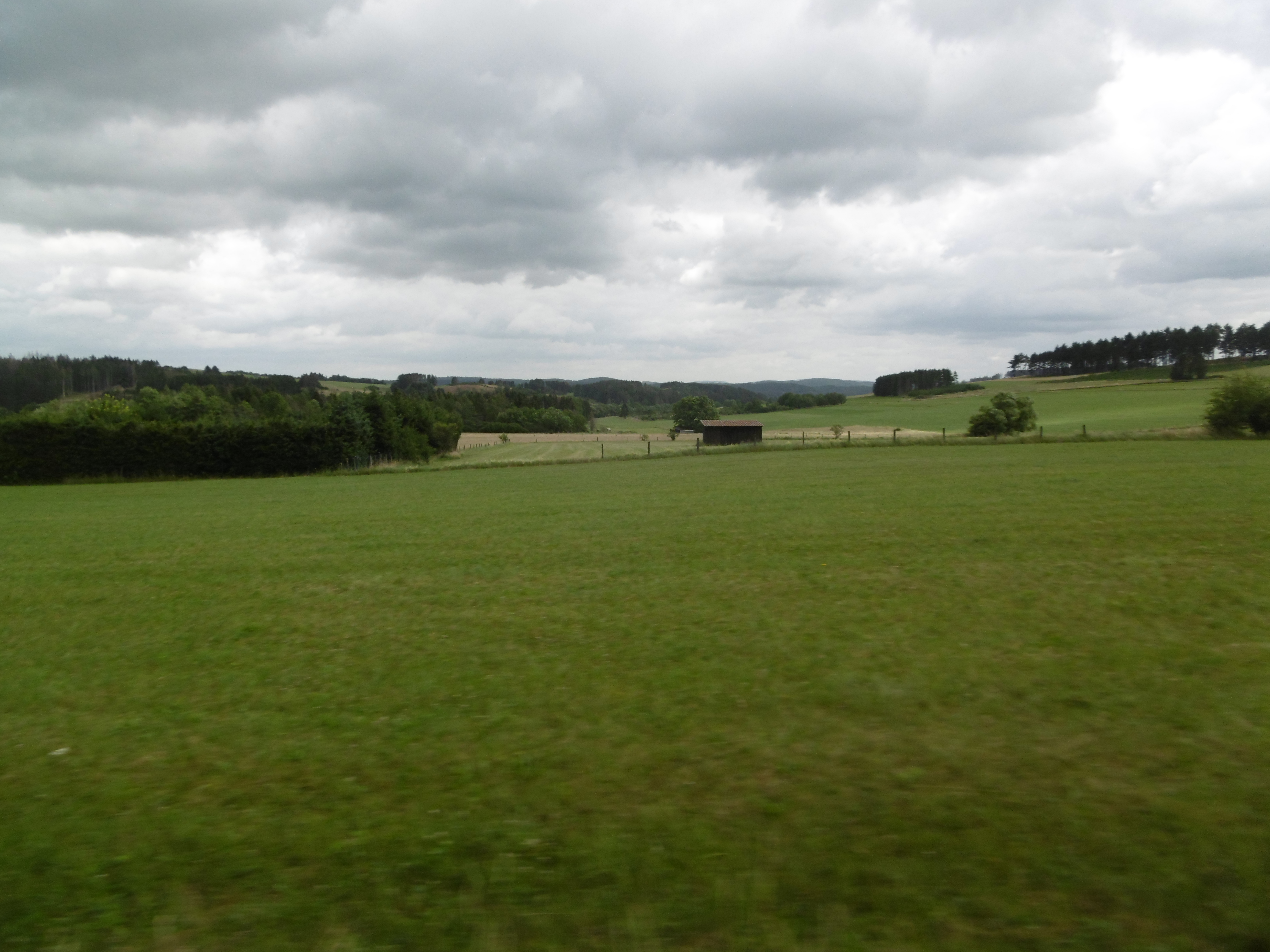
LSG Medebacher Kernraum: Quellmulden, Niederungszonen und Flächhänge westlich Gelängetal

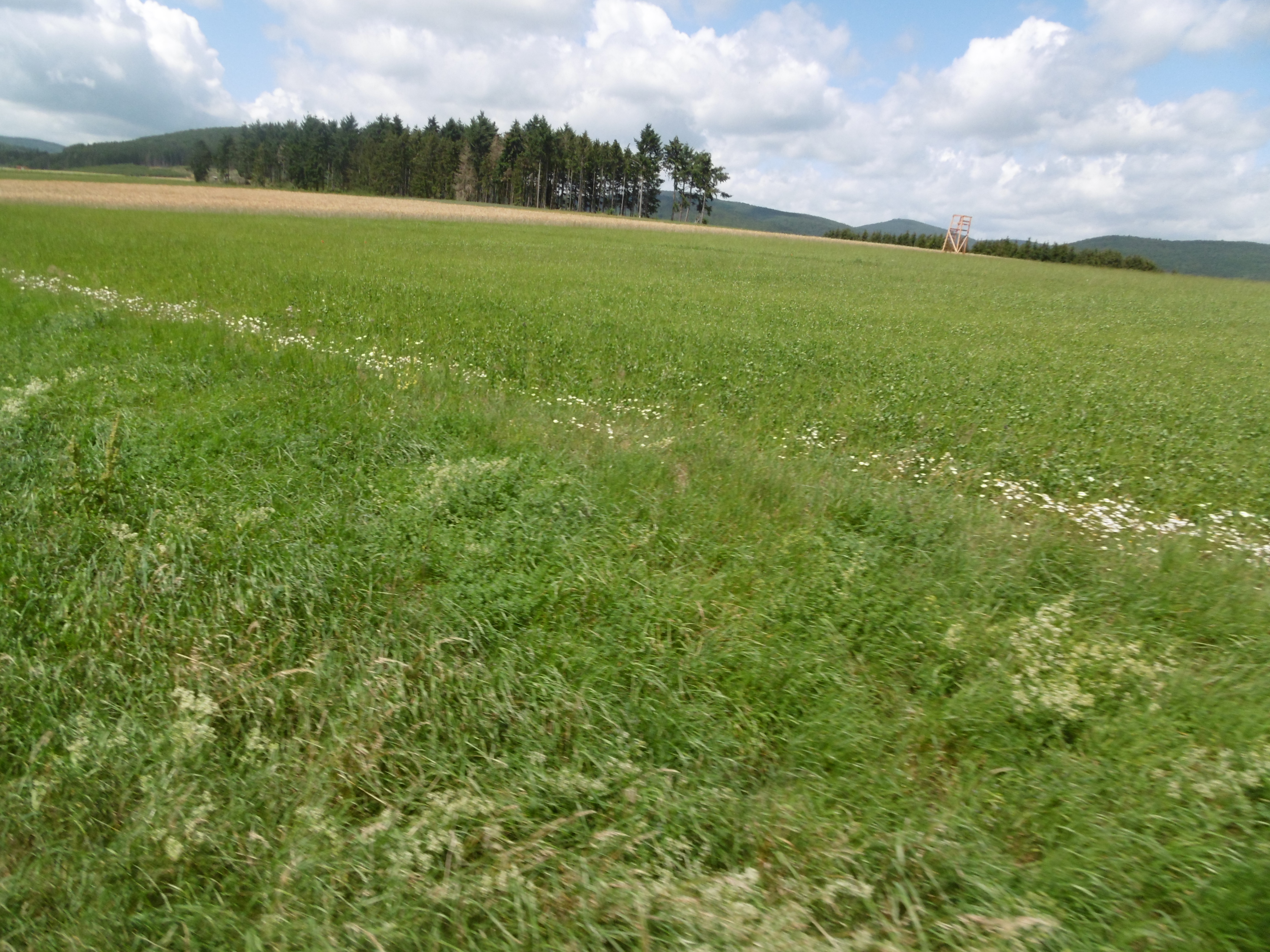
LSG Medebacher Kernraum: Quellmulden, Niederungszonen und Flächhänge östlich Medelon

Das Landschaftsschutzgebiet Medebacher Kernraum: Quellmulden, Niederungszonen und Flächhänge mit 891,92 ha Flächengröße liegt im Stadtgebiet von Medebach und im Hochsauerlandkreis. Das Gebiet wurde 2003 mit dem Landschaftsplan Medebach durch den Kreistag des Hochsauerlandkreises als Landschaftsschutzgebiet (LSG) ausgewiesen. Das LSG ist eines von 13 Landschaftsschutzgebieten in der Stadt Medebach. In der Stadt gibt es ein Landschaftsschutzgebiet vom Typ A, Großräumiger Landschaftsschutz bzw. Allgemeiner Landschaftsschutz, neun Landschaftsschutzgebiete vom Typ B, Ortsrandlagen, Landschaftscharakter, und drei Landschaftsschutzgebiete vom Typ C, Wiesentäler und ornithologisch bedeutsames Offenland. Das Landschaftsschutzgebiet Medebacher Kernraum: Quellmulden, Niederungszonen und Flächhänge wurde als LSG vom Typ C ausgewiesen. Das LSG liegt um Medebach und Medelon. Es geht bis an Siedlungsränder. Es besteht aus zahlreichen Teilflächen. Im Osten grenzt es teils an Hessen. Das LSG gehört zum Europäischen Vogelschutzgebiet Medebacher Bucht und zum Naturpark Sauerland-Rothaargebirge.

## Beschreibung
Der Landschaftsplan führt zum LSG aus:
„Das Schutzgebiet umfasst reliefarme Flächen im Umfeld von Medebach zwischen dem bewaldeten Hardt-Rücken im Norden und dem Orketal im Süden mit vorherrschender Grünlandnutzung. Die einzelnen Flächen stellen Brut- und Nahrungsreviere für Wachtel, Rebhuhn, Raubwürger und Neuntöter dar, Leitarten im Vogel-schutzgebiet „Medebacher Bucht“. Weitere gebietstypische Brutvögel einer kleinteiligen Feldflur mit hohen Anteilen extensiv bis mäßig intensiv genutzter Grünlandflächen sind Turteltaube, Wiesenpieper, Dorngrasmücke und Klappergrasmücke.“
Im LSG befinden sich einige Fichtenparzellen, die die landschafts-ästhetischen und -ökologischen Funktion des LSG stören und deshalb im Landschaftsplan zur Entfernung vorgesehen sind.

## Schutzzweck
Die Ausweisung erfolgte zur Sicherung und Erhaltung der natürlichen Erholungseignung und der Leistungsfähigkeit des Naturhaushaltes gegenüber den vielfältigen zivilisatorischen Ansprüchen an Natur und Landschaft. Schaffung eines leistungsfähigen Umgebungsschutzes (ökologische Pufferzone) für die strenger geschützten Teile der Stadt Medebach, auch und insbesondere für die Natura-2000-Flächen im Sinne der Fauna-Flora-Habitat-Richtlinie und der Vogelschutzrichtlinie. Die Schutzausweisung als LSG-Typ C umfasst Grünlandflächen mit herausragender Bedeutung für den Vogelschutz und auch floristisch erhaltungsbedürftige Flächen. Diese Flächen gehören zu den Kernräumen des europäischen Vogelschutzgebietes „Medebacher Bucht“.
Das LSG hat laut Landschaftsplan eine wichtige ökologische Arrondierungsfunktion für das Naturschutzgebiet Brühnetal, das Naturschutzgebiet Orketal, das Naturschutzgebiet Medebach-Frauenbruch, das Naturschutzgebiet Gelängeberg und das Naturschutzgebiet Gelängebachtal, welche direkt an das LSG angrenzen. Im LSG verläuft nördlich von Medebach die Trasse der ehemaligen Kleinbahn Steinhelle–Medebach. Deren Gleisbett wegen kultur-historischer Aspekte erhalten werden soll.

## Rechtliche Vorschriften
Wie in den anderen Landschaftsschutzgebieten im Stadtgebiet besteht im LSG ein Verbot, Bauwerke zu errichten. Vom Verbot ausgenommen sind Bauvorhaben für Gartenbaubetriebe, Land- und Forstwirtschaft. Die Untere Naturschutzbehörde kann Ausnahmegenehmigungen für Bauten aller Art erteilen. Wie in den anderen Landschaftsschutzgebieten vom Typ B in Medebach besteht im LSG ein Verbot der Erstaufforstung und Weihnachtsbaum-, Schmuckreisig- und Baumschul-Kulturen anzulegen. Grünland und Grünlandbrachen dürfen nicht in Acker oder andere Nutzungen umgewandelt werden. Es besteht das Gebot, das LSG durch landwirtschaftliche Nutzung oder geeignete Pflegemaßnahmen von Bewaldung frei zu halten. Ferner besteht das Gebot, Brachflächen sektoral im Turnus von drei Jahren zu mähen, um eine Verbuschung zu verhindern. Die Mahd der Brachflächen darf nicht vor dem 1. August durchgeführt werden und das Mähgut muss abgefahren werden.